# Mensinalo
Der Mensinalo war ein Volumenmaß in der Grafschaft Nizza, die am 23. April 1814 unter der Herrschaft des Königs von Sardinien neu errichtet wurde. Das Maß war als Getreide- und Salzmaß in Anwendung.
- 1 Mensinalo = 121 ⅜ Pariser Kubikzoll = 2 2/5 Liter
- 16 Mensinali = 1 Stajo/Staro
- 48 Mensinali = 1 Sacco[1]